# Alok
Alok Achkar Peres Petrillo (Goiânia, 26 d'agost de 1991) és un músic, DJ i productor discogràfic brasiler. Va assolir la fama amb el senzill Hear Me Now, de 2016. El 2021, Alok va ser considerat el 4t millor DJ del món per la prestigiosa revista DJ Magazine, sent la posició més alta ocupada mai per un brasiler.
Alok s'ha convertit en una de les icones més destacades de l'escena electrònica brasilera, amb premis com el "Millor DJ del Brasil" per la revista House Mag de 2014 i 2015, i sent l'únic brasiler entre els 25 primers del món l'any següent per la revista DJ Mag. El 2017, va ser elegit per l'edició brasilera de la revista Forbes com una de les persones menors de 30 anys més influents del país. El juliol de 2019, va llançar el segell Controversia Records, dintre de l'editorial Spinnin' Records.

## Carrera
| Any  | Posició |
| ---- | ------- |
| 2015 | 44      |
| 2016 | 25      |
| 2017 | 19      |
| 2018 | 13      |
| 2019 | 11      |
| 2020 | 5       |
| 2021 | 4       |
| 2022 | 4       |
| 2023 | 4       |
| 2024 | 4       |

Als 10 anys va començar a aprendre a tocar amb el seu germà bessó Bhaskar Petrillo. El 2004, ell i el seu germà van assistir a l'estudi d'assaig de la banda del seu pare Swarup, tocant la bateria. Segons Ekanta, els interessava com es feien les remescles i amb l'ajuda dels DJ Zumbi i Pedrão, amics de la família, van ensenyar als germans a barrejar les cançons, i cadascun va aprendre una especialitat, un al teclat i l'altra a la guitarra. Poc després, Dick Trevor va instal·lar el programa d'edició musical Logic Pro a l'ordinador de Swarup, apropant els germans a la producció de música.
Ell i el seu germà van formar el duet Logica i participaven dels espectacles que els seus pares feien en festes psytrance. Als 19 anys, després d'un curs al Regne Unit, va deixar Logica i va engegar una carrera en solitari, component temes de house, en un subestil que va batejar com a Brazilian bass.
Des de llavors s'ha convertit en una de les figures més destacades de l'escena electrònica internacional i el seu caixet s'ha disparat. S'ha conegut que el goiano ha realitzat diverses accions filantròpiques al seu país, a l'Índia i a Malawi.

## Vida personal

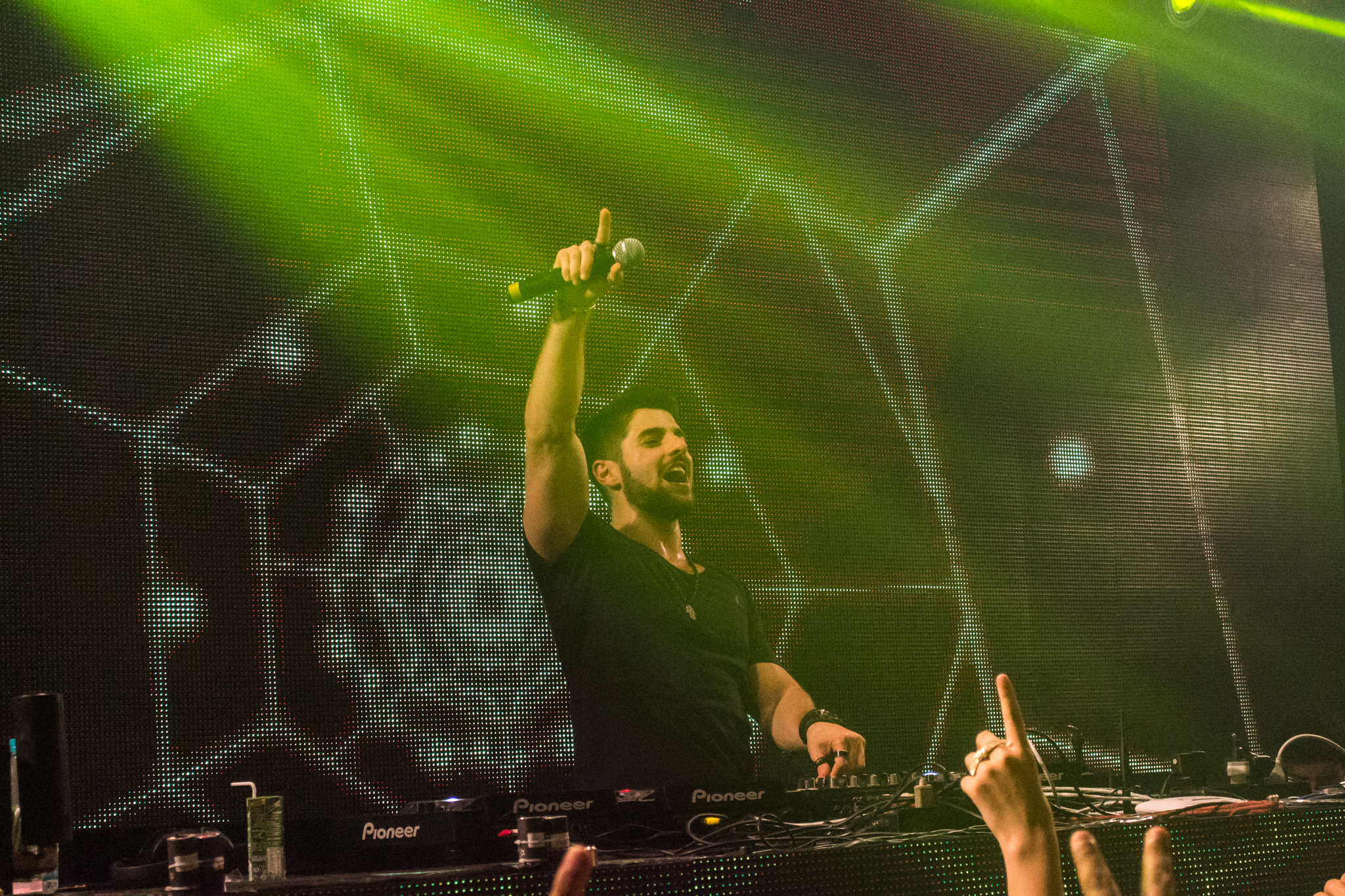
Actuació de 2016.

Petrillo va néixer a Goiânia, capital de l'estat de Goiás. És fill dels DJ Swarup i Ekanta, pioners al Brasil del trance psicodèlic (psytrance) i creadors del festival de música electrònica Universo Paralello, a Bahia. La família d'Alok té arrels italianes, libaneses i portugueses. El seu nom va venir després que els seus pares van viatjar a l'Índia, on es van trobar amb el guru espiritual Osho, qui els va indicar que el nen s'havia de dir Alok, que en sànscrit significa "llum".
Des de gener de 2019, el discjòquei està casat amb la doctora Romana Novais, amb qui té dos fills: Ravi i Raika. Va fundar l'Instituto Alok, dirigit a la preservació dels pobles indígenes del Brasil. En el seu àlbum Controversia (2021), va incloure cançons inspirades en el poble iauanauà.